# Graphogaster parvipalpis
Graphogaster parvipalpis är en tvåvingeart som beskrevs av Kugler 1974. Graphogaster parvipalpis ingår i släktet Graphogaster och familjen parasitflugor. Inga underarter finns listade i Catalogue of Life.